# 克里姆林宫
莫斯科克里姆林宫（羅馬化：Moskovskiy Kreml）是一座位于俄國首都莫斯科市中央行政區特維爾區的一個建筑群，該建築群南面俯瞰莫斯科河，东临聖巴西爾大教堂与红场，西接亞歷山大公園与无名烈士墓，園區包括五座宮殿、四座大教堂和帶有塔樓的要塞設施。是俄罗斯克里姆林式建筑的代表之作，此外，這座建築群內還有曾是沙皇住所的大克里姆林宮，由於其歷史意義和毗鄰的歷史建築，它被認為是歐洲乃至世界最著名的廣場之一。
「克里姆林宮」這個名字的意思是「城市中的堡壘」。作為俄罗斯国家最高權力的象征，克里姆林宫全區是俄羅斯聯邦政府行政總部所在，同时也是俄罗斯聯邦总统的辦公場所。也經常被用來指代俄羅斯聯邦政府，也包括以前的蘇聯政府（1922—1991）及其最高成員（如總書記、總理、總統、部長和政委）。因此「克里姆林学」一詞也是對於蘇聯和俄羅斯政治的研究術語。
自1990年以來，它被聯合國教科文組織列為世界遺產。目前克里姆林宮向公眾開放，提供個人和團體導遊服務。也可參觀包括軍械庫、沙皇砲、沙皇鐘，以及俄羅斯木雕和雕刻相關藝術展覽。在2017年擁有近300萬遊客到訪克里姆林宫參觀。

## 历史

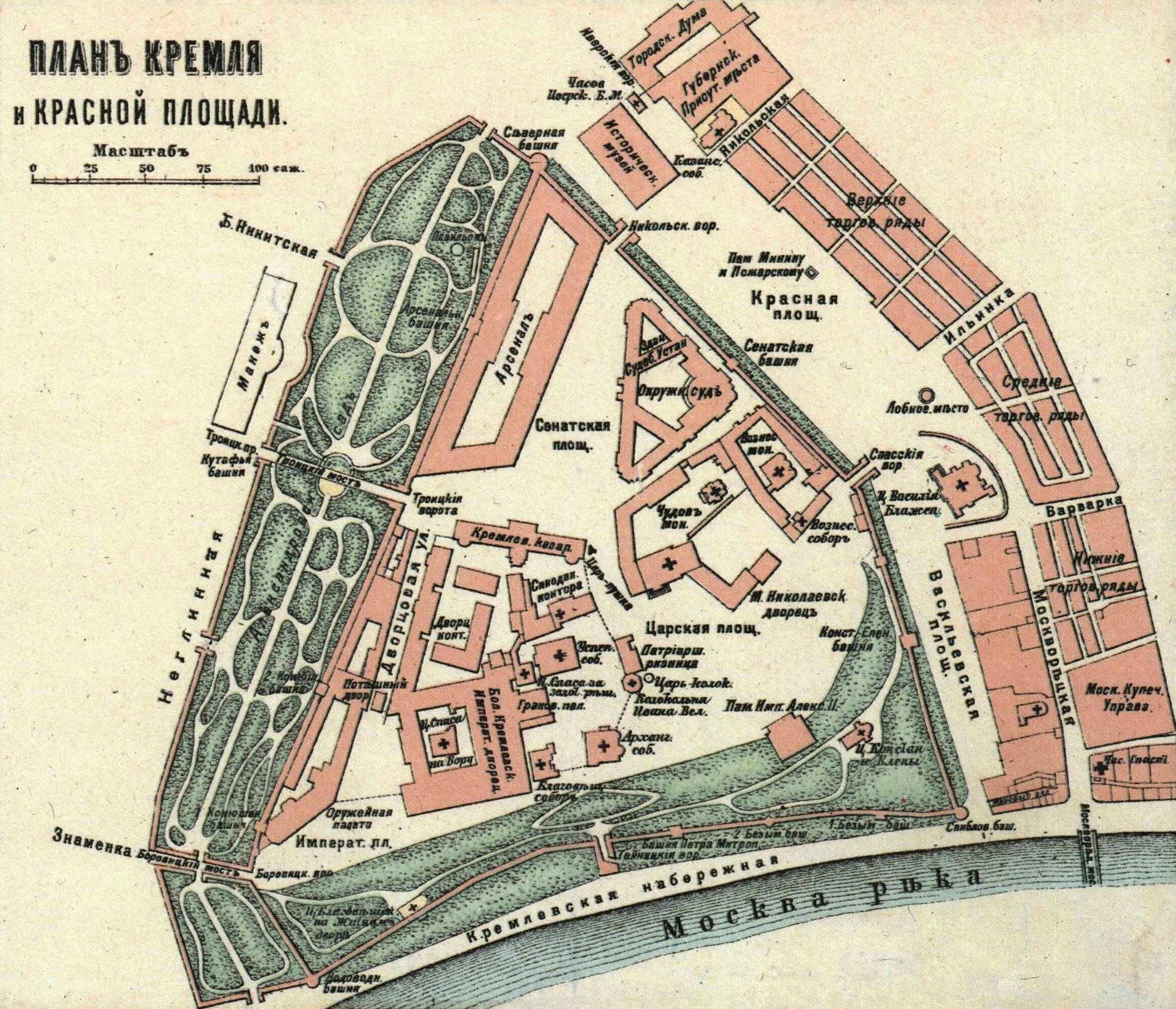
1917年時的克里姆林宫平面圖

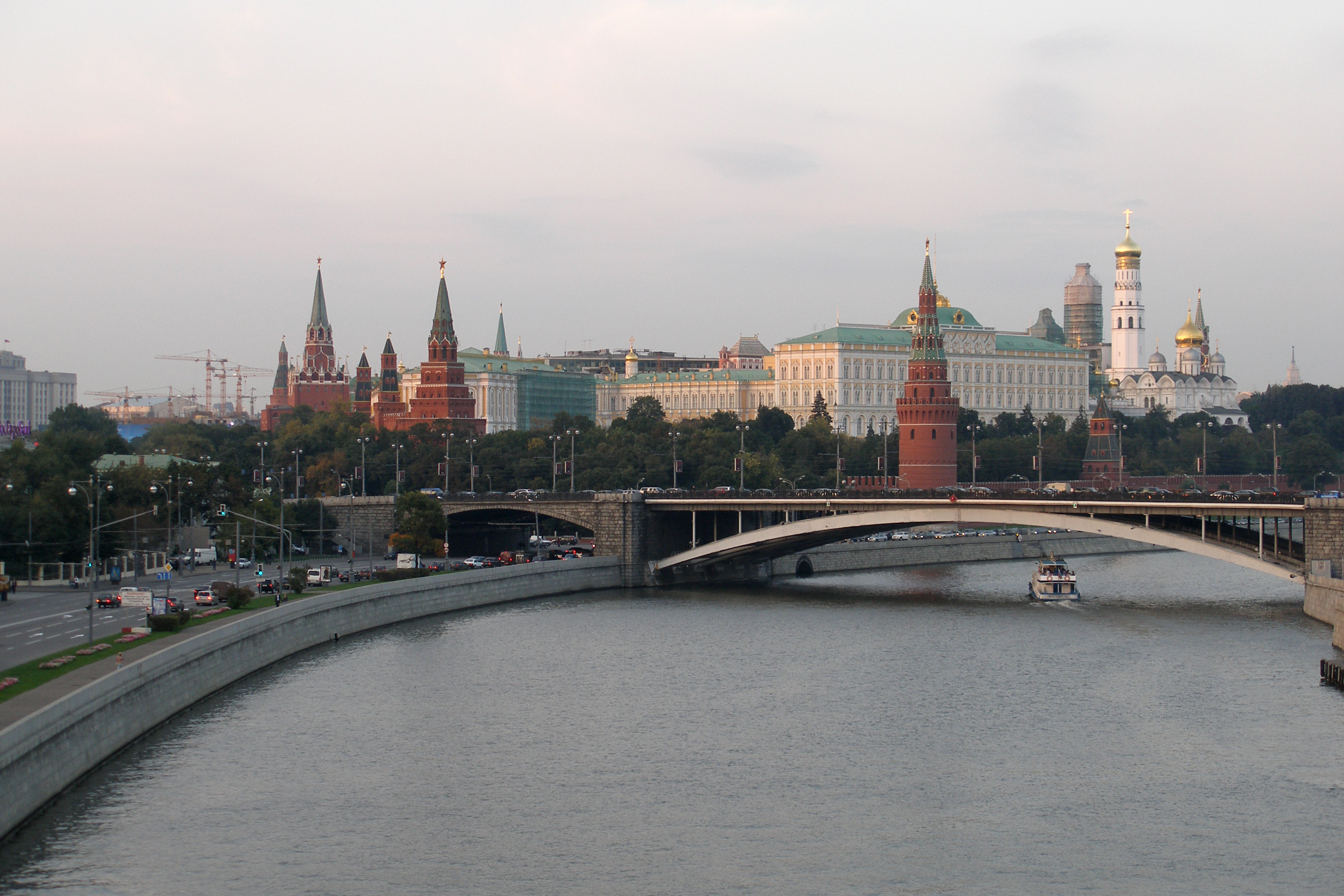
從莫斯科河方向看克里姆林宫的建築群

### 起源
早在前2世纪开始，该地就有人类定居活动的记载。自11世纪开始，斯拉夫人便在今日红场与基泰格羅德所在地松林岗（Боровицкий холм，今名克里姆林山）西南面修筑定居防御建筑。苏联时代的考古学家在这里出土了一枚1090年代的东正教主教印章。
直到14世纪前，其址一直是莫斯科的「格勒（城市）」。莫斯科的奠基者尤里·多尔戈鲁基大公于1156年拓展了这处“格勒”，修筑起泥木结构的防御工事：克里姆林。在俄语中，克里姆林（Кремль）一词原指「城市中心的堡垒」，它的使用最早出现在1331年，其的辞源至今仍有争议。1237年，此处克里姆林被蒙古人毁灭，1339年用以橡木重建。

### 大公的駐地
该处最早的石质结构的克里姆林是在罗斯主教圣彼得将其座堂从基辅迁至莫斯科后，奉伊凡一世之命于1320年代晚期至1330年代早期建造的。新主教府的设立使得大批教堂付诸建设，包括乌斯平斯基圣母安息大教堂（1327）、圣天梯约翰钟楼教堂（1329）、天使长大教堂（1333）、基督变容修道院教堂（1330）等。这些建筑皆用石灰石建造，装饰以复杂精美的雕刻，每座建筑的顶部都有特征性的圆拱。

### 沙皇住所
克里姆林宫由三角形广场，大教堂广场和东区行政中心三部分组成。克里姆林宫内的中心广场周围有几个大教堂。其中最大的是东正教圣母大教堂，建于1475年－1479年。由意大利建筑师设计。用于沙皇加冕仪式。天使报喜大教堂，1484年－1489年建，它作为沙皇家族私人教堂用于集会。大天使大教堂在旧教堂原址上建（1505－1509年），其中包含早期沙皇的坟墓。伊凡三世的大钟楼是16世纪建造的。毗邻一个基座钟是沙皇鐘。它是世界上最大的古钟。它高6米，重200吨。1735年铸造。距离其不远处有一尊加农炮，1586年铸造。它是世界上最大的古炮。克里姆林宫墙长2,235米，基本上是从1485年－1495年这十年间建成的。宫墙近旁有军械库（建1702－1736年）和正面大厅（用于进谒）。附近是兵工厂（1849年至1851年建成）现成为一个古代兵器，沙皇珍宝和艺术品的博物馆。

### 帝國時期
自1712年彼得大帝將宮廷及首都迁於圣彼得堡后，克里姆林宫的地位逐渐下降。1812年拿破仑入侵使克里姆林宫遭到严重破坏。直到19世纪中期大克里姆林宫的修建才改变这一情况。

### 蘇聯時期
布尔什维克在1918年将蘇聯政府迁回莫斯科，各党政机关随后在此办公。不久，塔楼上的沙皇鹰被五角红星替代（1937年）。在斯大林统治时期，克里姆林宫成为苏维埃政权的象征。沙皇时期议员和法庭楼被改为苏联部长会议大厅。大克里姆林宫被改为最高苏维埃会议堂及用于各种重大庆典。自20世纪60年代起，随着一批建筑的修成（如国会大厦），不少党政机关又从原址迁出。克里姆林宫于1955年7月向公众开放。1990年被列入世界文化遗产名录。

### 俄罗斯联邦時期
1991年苏联解体后，克里姆林宫成为俄罗斯联邦政府行政总部。

## 建築

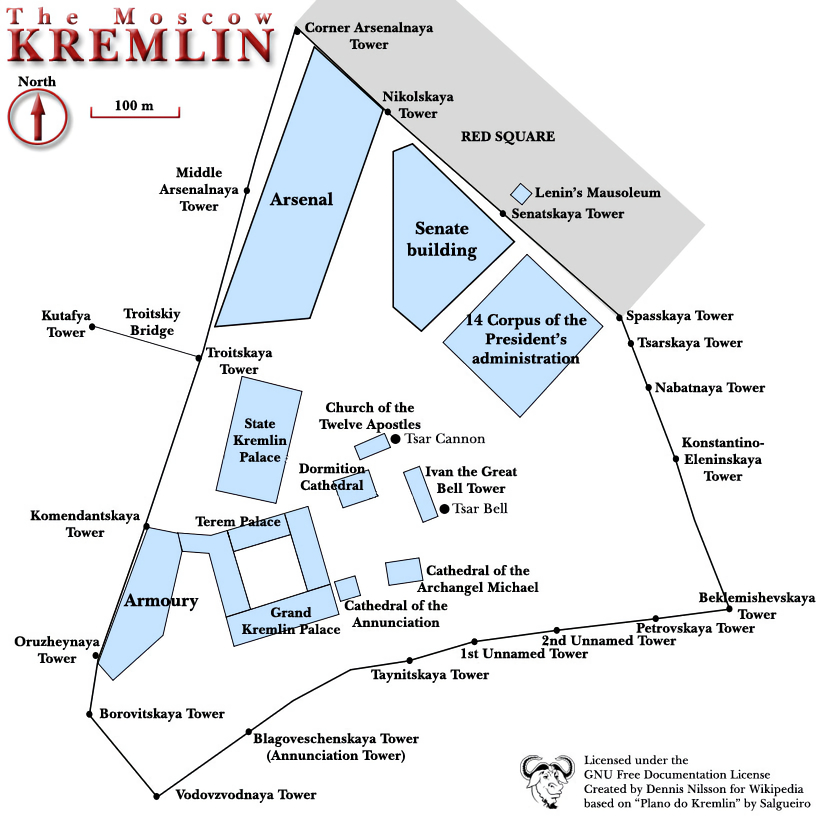
克里姆林宮的地圖

現有的克里姆林宮城牆和克里姆林宫塔由意大利大師於1485年至1495年間建造。克里姆林宮城牆的不規則三角形圍合了約275,000平方公尺（2,960,000 平方英尺）的面積。總長度為2,235公尺（2,444碼），高度範圍為5到19公尺間（16 到 62 英尺），具體差異取決於地形。城牆的厚度在3.5到6.5米（11到21英尺）之間。
克里姆林宫最初共有十八座塔楼，但在17世紀增加到二十座。除了三座圓塔外，所有塔的平面圖都是方形的。最高的塔樓是聖三一塔，建於1495年，高度為80公尺（260 英尺）。大多數塔樓最初都用木製帳篷加冕。現存帶有彩色瓷磚條的磚帳篷可以追溯到1680年代。

主教座堂广场_是克里姆林宮的中心。它被六座建築所包圍，其中包括三座大教堂：包括1479年竣工的圣母安息主教座堂，它是莫斯科的主要教堂，所有沙皇都在此加冕、1489年竣工的圣母领报主教座堂以及1508年竣工的天使长主教座堂，它是歷代沙皇的主要墓地。
廣場旁則設有兩座國內教堂，包括1653-1656年間落成的十二使徒教堂及圣母法衣存放教堂，廣場東北角則設有伊凡大帝鐘樓，它標誌著莫斯科的地理中心，於1600年完工，高81公尺（266 英尺）。在俄國革命之前，它是城市中最高的建築，該結構的上層曾在在拿破崙入侵期間被法國人摧毀，現已重建。沙皇鐘是世界上最大的鐘，矗立在塔旁邊的基座上。
克里姆林宫最古老的世俗建築是多稜宮（1491年落成），第二古老的是王室的第一個住所特雷姆宮。不過現有的宮殿大部分建於17世紀。特雷姆宮和刻面宮則主要與大克里姆林宮相連。該建築是園區中規模克里姆林宮最大的建築，同時也是俄羅斯政府正式舉辦外交儀式，或是國內最高儀式（如總統就職典禮）的舉辦場地。沙皇的私人公寓以及拉撒路復活教堂（1393年）則位於下層區域，是克里姆林宮和整個莫斯科現存最古老的建築。

克里姆林宮的北角是克里姆林宮兵工廠，該兵工廠於1701年為彼得大帝建造。西南部分則是建於1851年的克里姆林宮軍械庫，目前是一座博物館，收藏著俄羅斯國家勳章和鑽石基金等文物。

### 塔樓
- 沃多夫茲沃德納亞塔（俄语：Водовзводная_башня）
- 波羅維茨卡婭塔（俄语：Боровицкая_башня）
- 武器塔（俄语：Оружейная_башня）
- 指揮官塔（俄语：Комендантская_башня）
- 聖三一塔
- 庫塔菲亞塔（俄语：Кутафья_башня）
- 中阿森納塔（俄语：Средняя_Арсенальная_башня）
- 角阿森納塔（俄语：Угловая_Арсенальная_башня）
- 尼科爾斯卡婭塔（俄语：Никольская_башня）
- 參議院塔（俄语：Сенатская_башня）
- 斯巴斯克塔
- 皇家塔（俄语：Царская_башня）
- 警報塔（俄语：Набатная_башня）
- 康斯坦丁-葉列寧斯卡婭塔（俄语：Константино-Еленинская_башня）
- 別克萊米舍夫斯卡亞塔（俄语：Беклемишевская_башня）
- 彼得羅夫斯卡婭塔（俄语：Петровская_башня）
- 第二無名塔（俄语：Вторая_Безымянная_башня）
- 第一無名塔（俄语：Первая_Безымянная_башня）
- 泰尼茨卡婭塔（俄语：Тайницкая_башня）
- 報喜塔（俄语：Благовещенская_башня）

### 教堂
- 聖母升天大教堂
- 天使報喜教堂
- 聖巴西爾大教堂
- 十二使教堂
- 圣母法衣存放教堂
- 上霍斯帕斯基大教堂（英语：Verkhospassky_Cathedral）
- 克里姆林宮聖母誕生教堂（英语：Nativity_Church_in_the_Kremlin）

### 宮殿、辦公建築
- 大克里姆林宫
- 多稜宮
- 沙皇金殿（英语：Tsarina's Golden Chamber）
- 娛樂宮
- 特雷姆宮（現俄羅斯總統官邸）
- 元老院（現為俄羅斯總統府使用，蘇聯時代為最高領導人辦公室所在地）
- 14號樓（2015年前為俄羅斯總統府使用，曾为蘇聯最高蘇維埃的會議場所，建于1932年，2015年拆除。）
- 兵工廠
- 軍械庫
- 國家克里姆林宮（蘇聯召開蘇聯共產黨代表大會及其他重要會議的場所，建于1959年。）

### 廣場和花園
- 伊万诺沃广场
- 參議院廣場（俄语：Сенатская_площадь_(Москва)）
- 皇宮廣場（俄语：Дворцовая_площадь_(Москва)）
- 紅場
- 大教堂廣場
- 泰尼斯基花園

### 紀念碑
- 沙皇砲
- 沙皇鐘
- 謝爾蓋·亞歷山德羅維奇大公紀念碑（英语：Monument_to_Grand_Duke_Sergey_Alexandrovich）

## 圖片

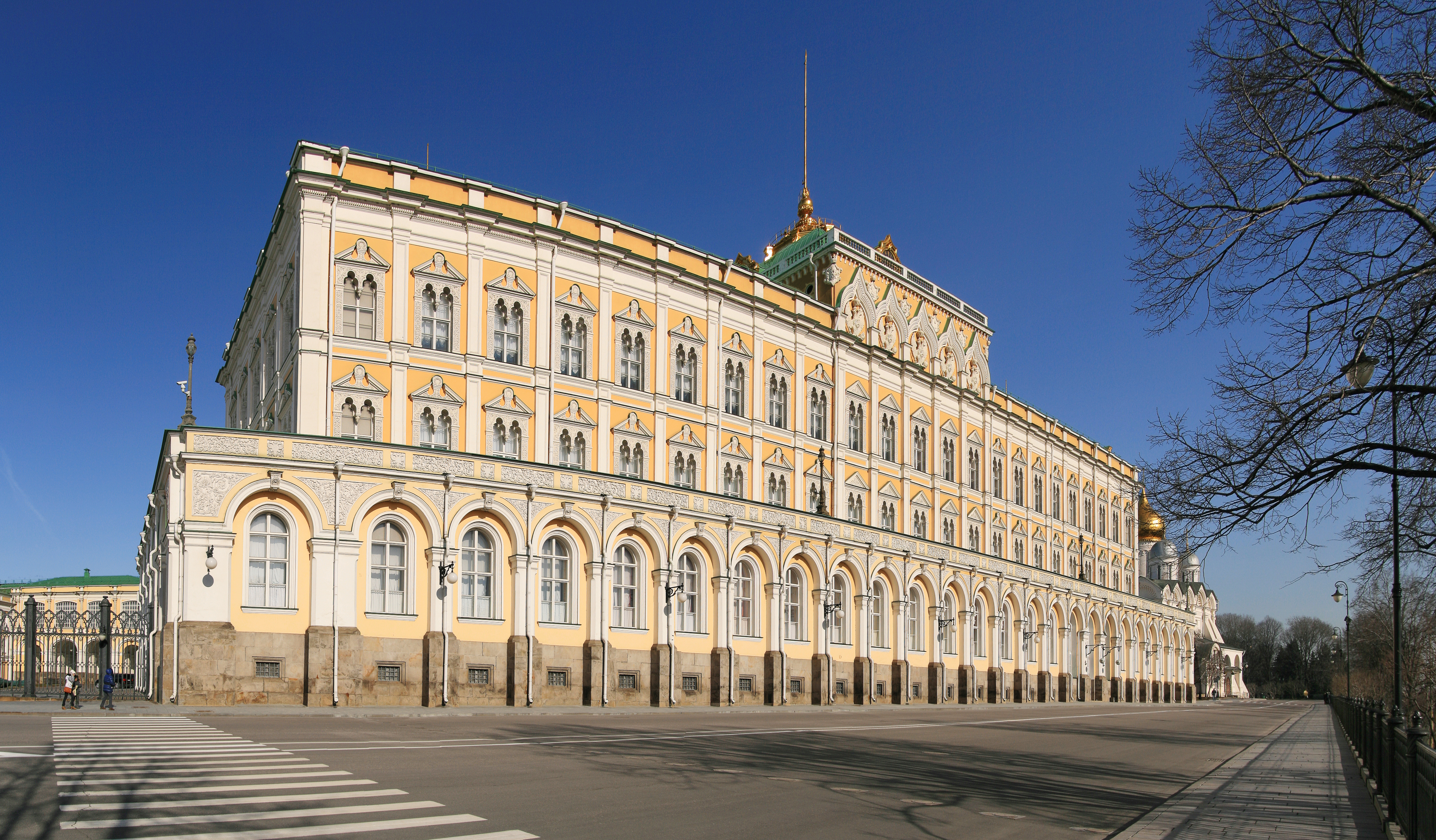
大克里姆林宮
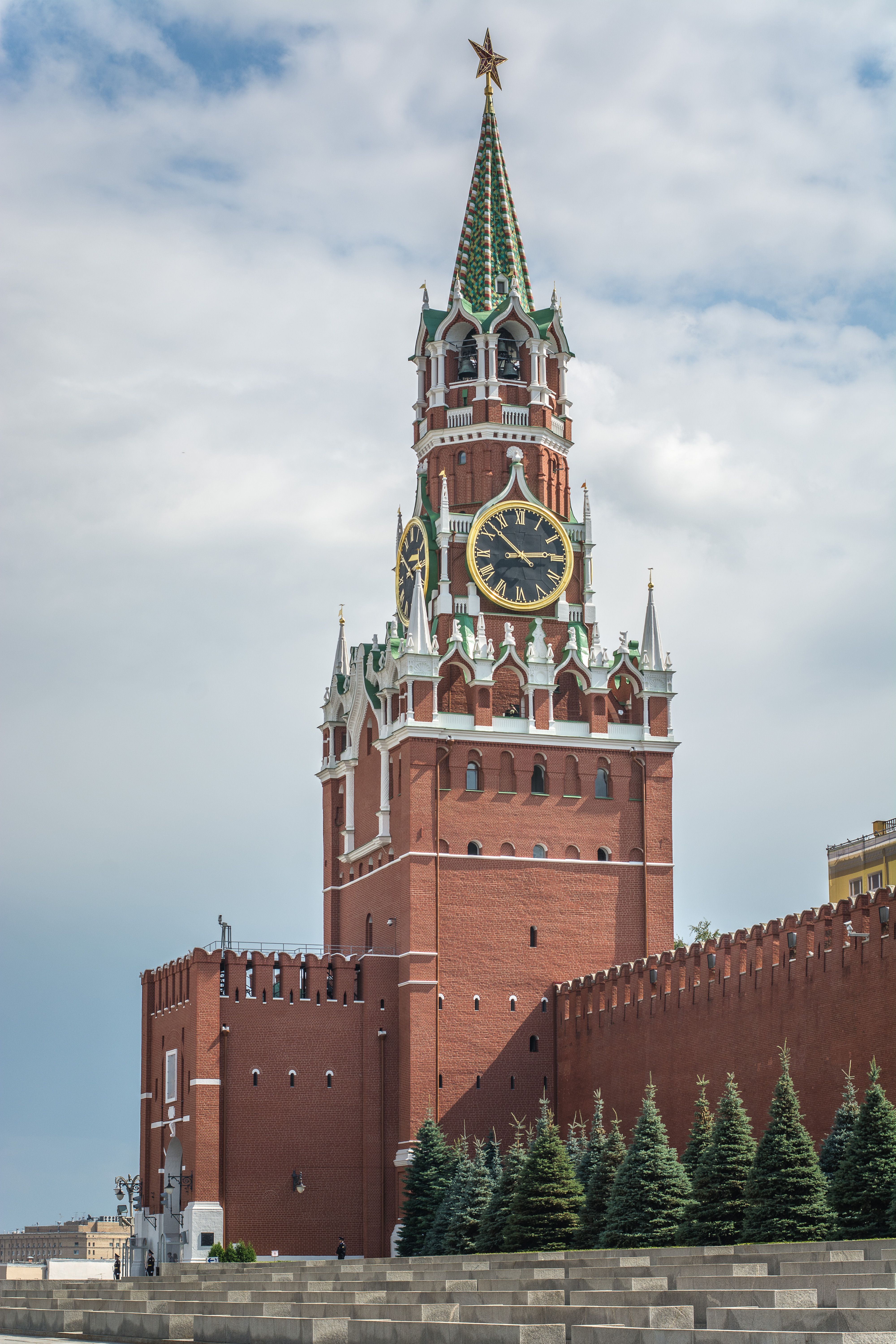
斯巴斯克塔
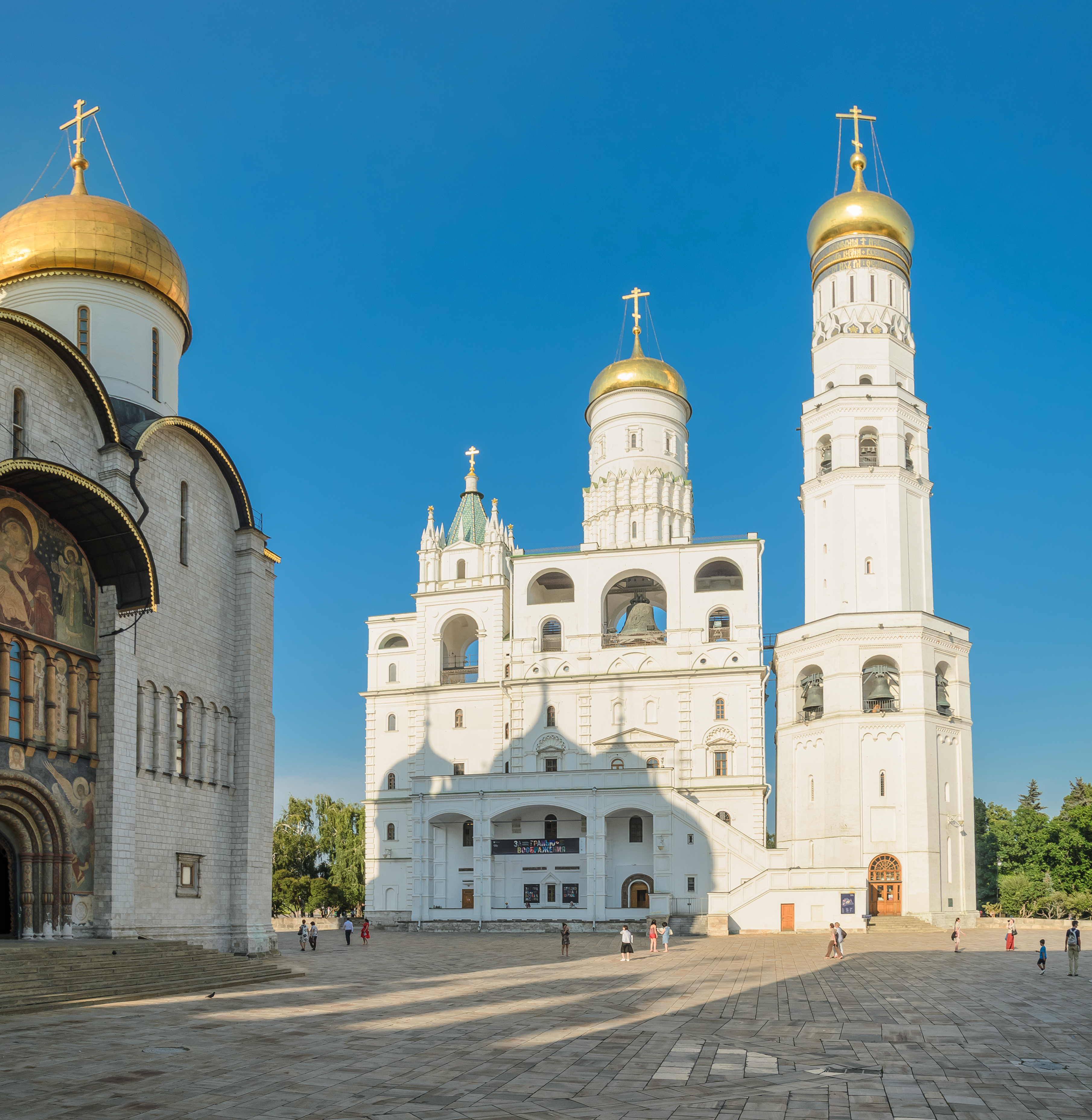
圣母安息主教座堂（左）與伊凡大帝鐘樓（右）
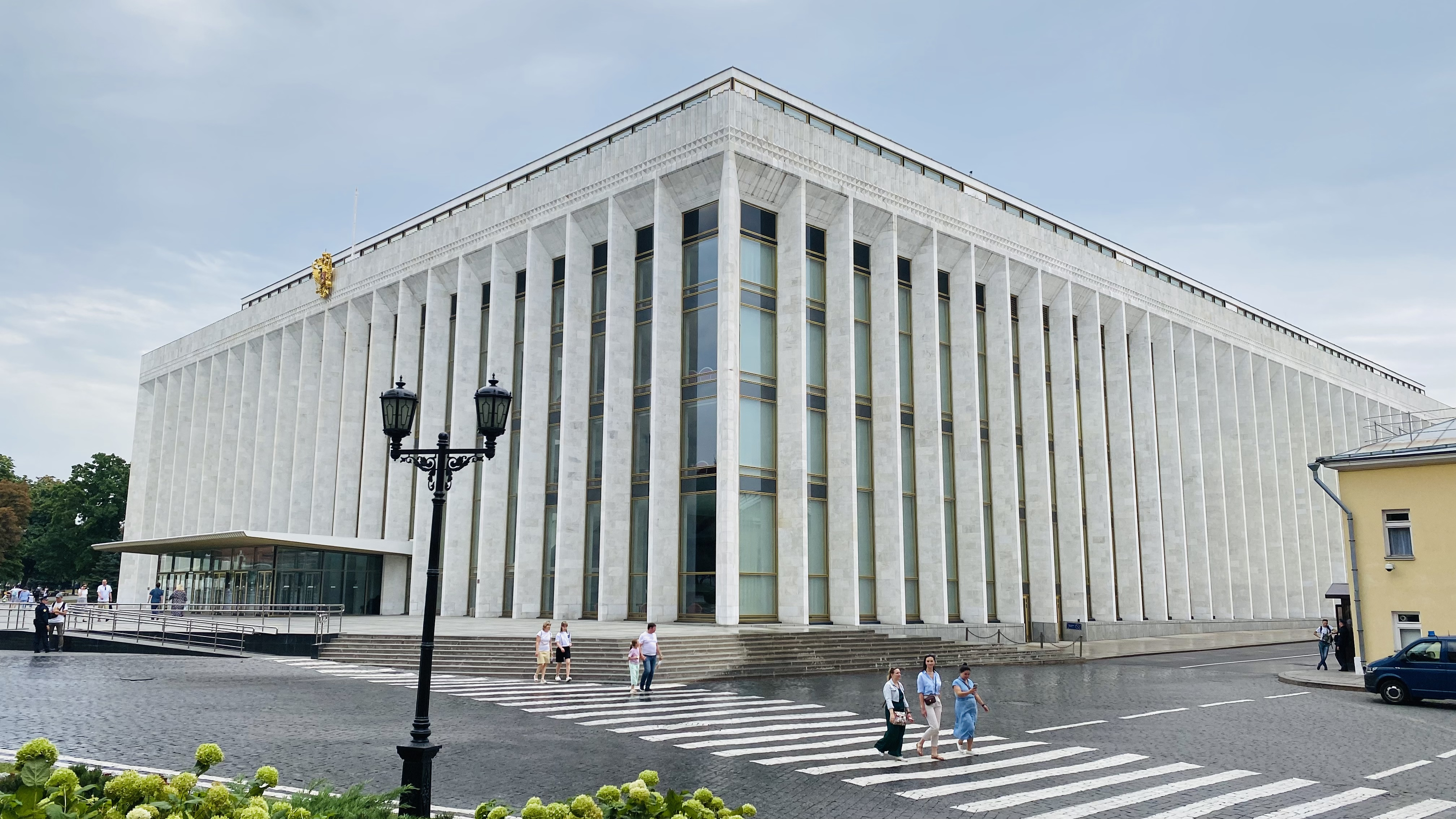
國家克里姆林宮

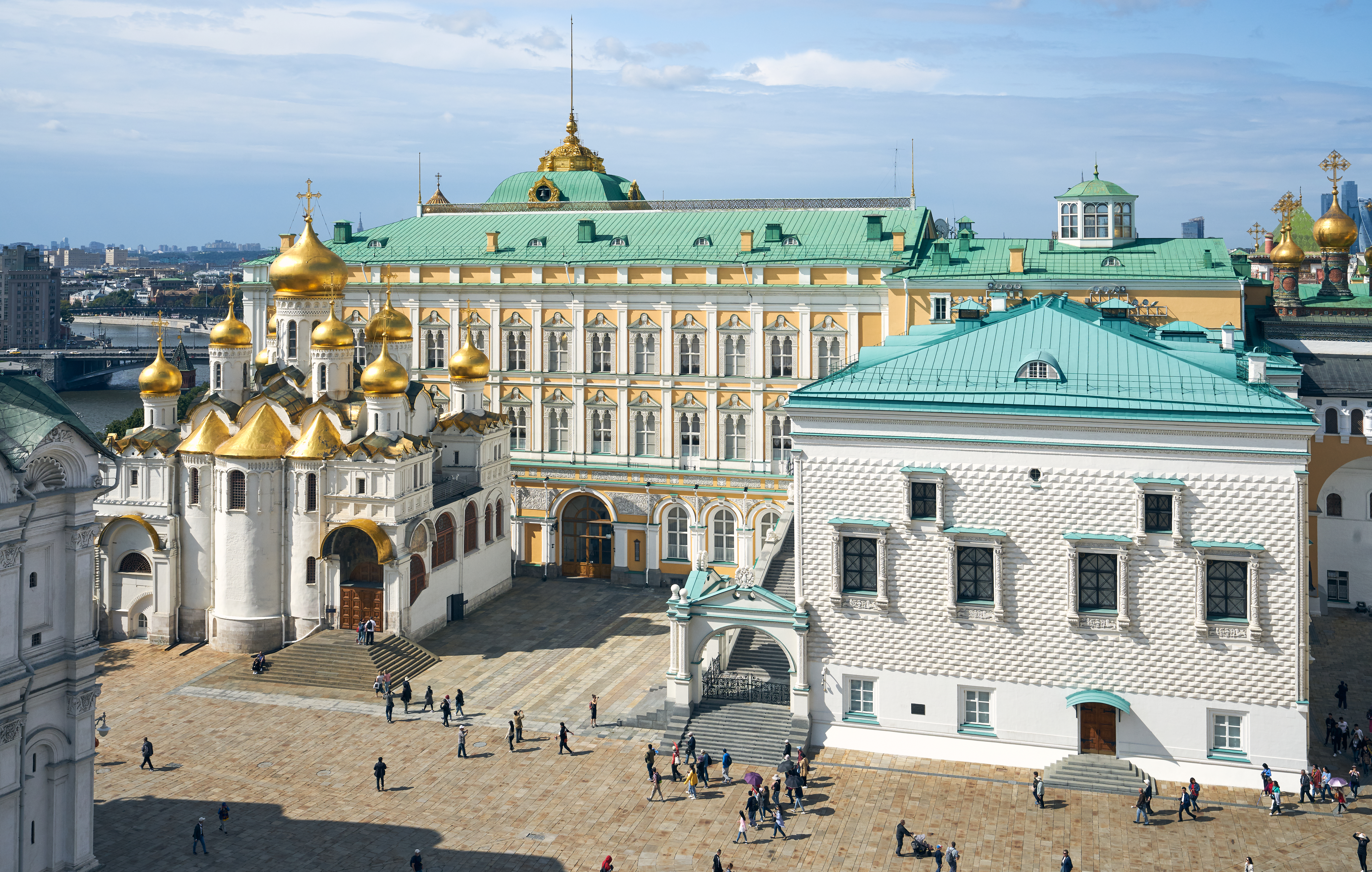
圣母领报主教座堂（左）與多稜宮（右）
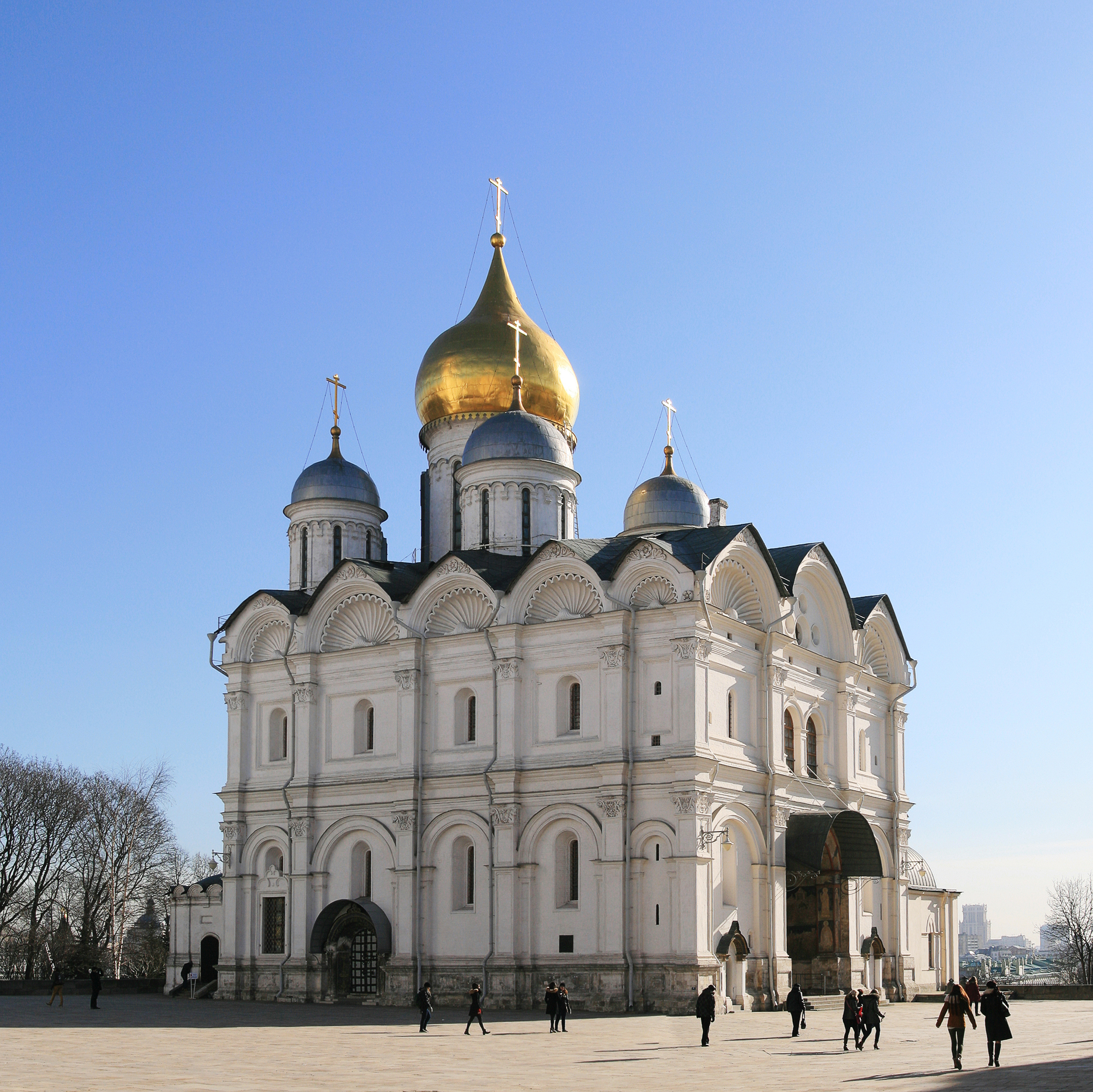
天使长主教座堂
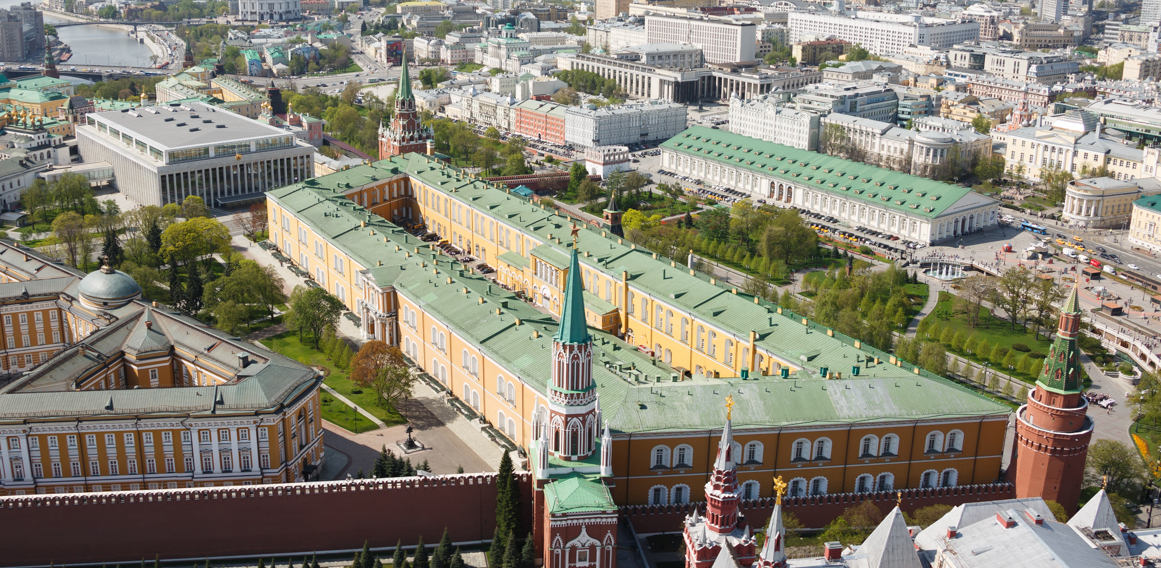
兵工廠
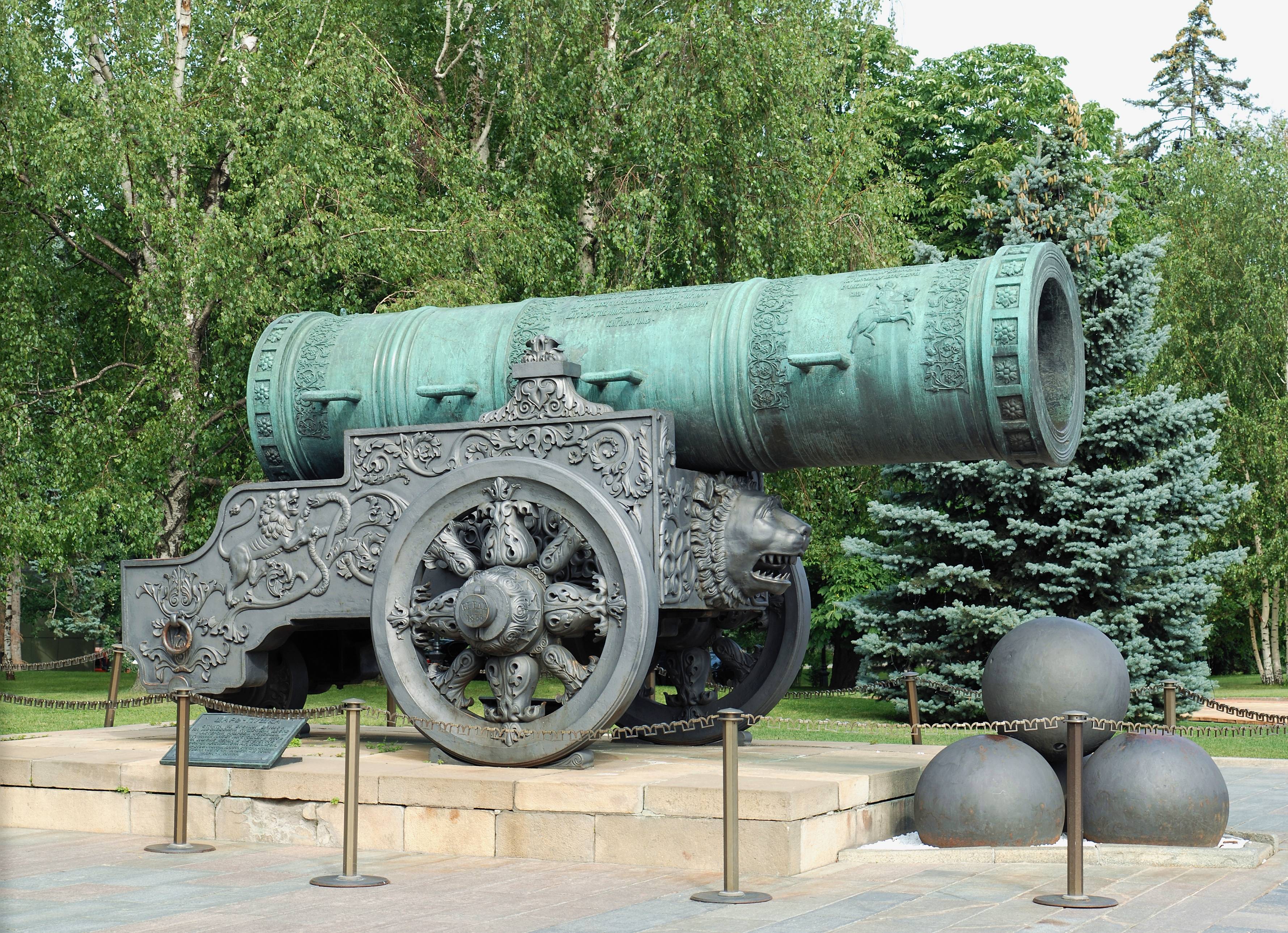
沙皇炮
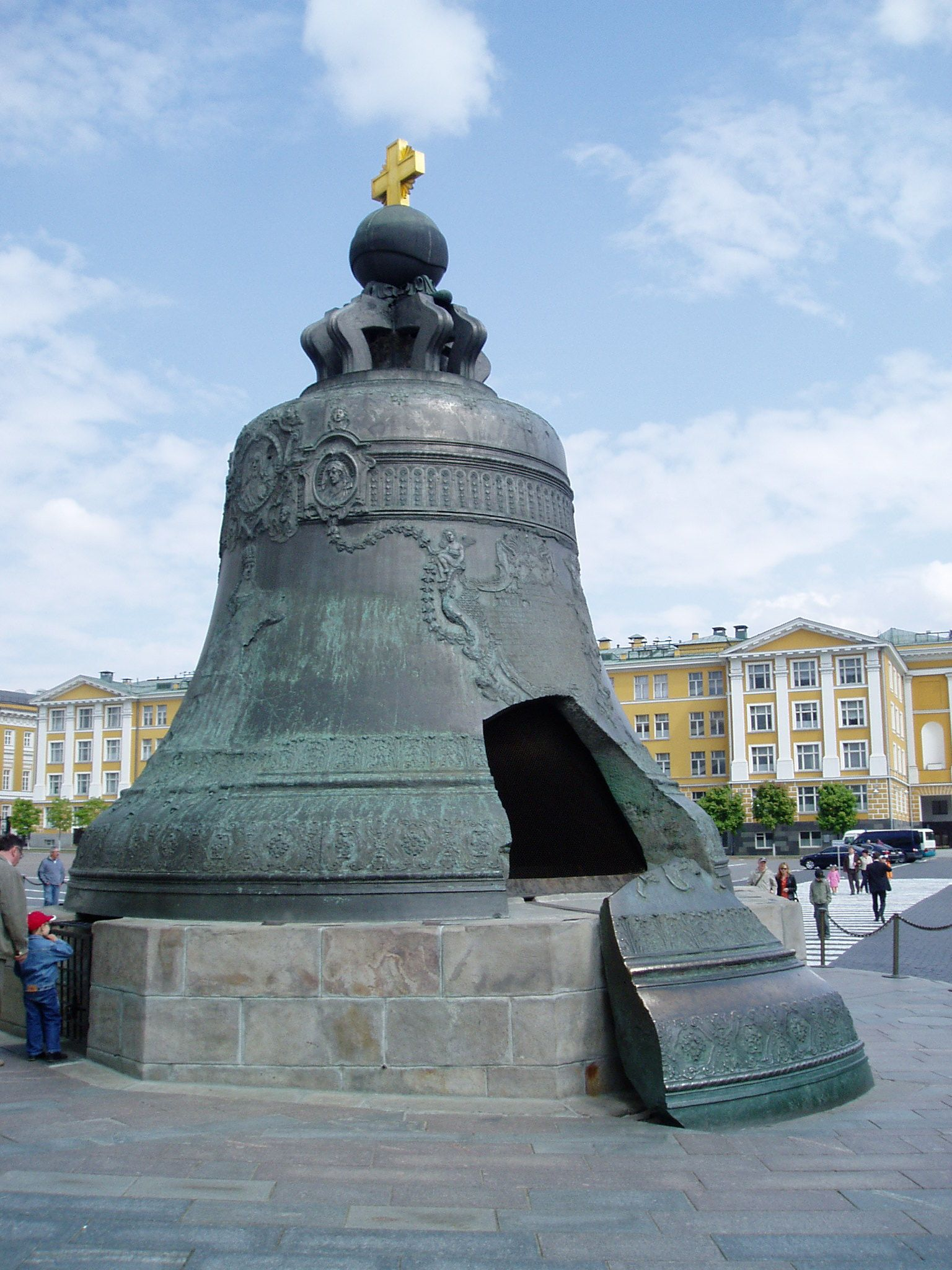
沙皇鐘

## 交通

### 莫斯科地鐵
距離克里姆林宮最近的莫斯科地鐵站是：猎人商行站、列寧圖書館站（索科利尼基线）、劇院站（莫斯科河畔线）、革命廣場站、阿爾巴特站（阿尔巴特-波克罗夫卡线）、亞歷山大公園站（菲利线）和博羅維茨基站（谢尔普霍夫-季米里亚泽夫线）等車站。